# Дмитрієнко Андрій В'ячеславович
Андрі́й В'ячесла́вович Дмитріє́нко — старший солдат Збройних сил України.

## Бойовий шлях
Старший кухар військової частини, 8-й армійський корпус. В мирний час проживав у місті Житомир.
21 серпня 2014-го вранці пункт управління 8-го армійського корпусу в зоні виконання завдань був обстріляний з РСЗВ «Ураган» з території Росії. В часі обстрілу господарчий пункт був повністю знищений. Загинуло 5 військовиків, понад 10 чоловік поранені, серед них і Андрій, осколками розтрощило ліву ногу.
У госпіталі йому зробили кілька складних операцій, на кінець жовтня 2014-го його стан залишався важким.

## Нагороди та вшанування
За особисту мужність і героїзм, виявлені у захисті державного суверенітету та територіальної цілісності України, вірність військовій присязі під час російсько-української війни, відзначений — нагороджений
- 13 серпня 2015 року — орденом «За мужність» III ступеня.